# الوطية (الكويت)
الوطية، منطقة ساحلية من مناطق محافظة العاصمة في الكويت. تقع من دوار الشيراتون حتى مبنى مؤسسة البترول الكويتية ووزارة النفط، وتعرف هذه المنطقة حالياً باسم شاطئ شويخ حيث تم ضمها لمنطقة الشويخ السكنية.

## تاريخ المنطقة
يقال انها سميت الوطية بسبب أثر قدم كان على إحدى الصخور التي تقع على سواحلها، وقيل أن هذا الأثر يعود للخضر وهو الرجل الصالح الذي التقاه  موسى  عند الصخرة التي فقد فيها الحوت واتخذ طريقه في البحر سرباً. تلك القصصة التي تناقلت بالتواتر مشافهة جعلت ذلك الشاطئ يسمى بالوطية حيث وطئت أقدامهما عليه عليهما السلام.
أشتهر شاطئ الوطية في الماضي بهدوءه ووفرة أسماك الشعم حيث كان يرتاده حداقة السيف وهواة السمر، وقد كان يرتاده أيضاً الطلبة للمذاكرة ومراجعة الدروس في فترة الستينات وأوائل السبعينات.

## من المعالم التاريخية في المنطقة
كان في المنطقة عدد من المعالم البارزة والتي لم يتبق منها شي في الوقت الحالي. مثل :
- مجسم الربيانة، وهو مجسم ضخم لربيانة أقيم في بداية السبعينات وقد اهمل بعد الغزو العراقي للكويت وتمت إزالته وتشييد واجهة بحرية في مكانه.
- قرية يوم البحار القديمة، وهي قرية اقيمت في الثمانينات مكان قرية الصياديين ومنازلهم وقد تم إزالتها عن بكرة أبيها في نهاية التسعينات وبناء قرية يوم بحار جديدة في مكان آخر.
- بوابة المقصب، وهي إحدى بوابات سور الكويت الثالث وتم تدميرها من الجيش العراقي أثناء الغزو العراقي للكويت.